# José Domingo Espinar (Panamá)
José Domingo Espinar es un corregimiento del distrito de San Miguelito en la provincia de Panamá, República de Panamá. La localidad tiene 44.471 habitantes (2010). Su cabecera es Villa Lucre.